# Pteris silvatica
Pteris silvatica är en kantbräkenväxtart som beskrevs av Cornelis Rugier Willem Karel van Alderwerelt van Rosenburgh. Pteris silvatica ingår i släktet Pteris och familjen Pteridaceae. Inga underarter finns listade.